# جنگجو و گرگ
جنگجو و گرگ (به انگلیسی: The Warrior and the Wolf) فیلمی محصول سال ۲۰۰۹ و به کارگردانی تیان ژوانگ‌ژوانگ است. در این فیلم بازیگرانی همچون مگی کیو، تو چانگ-هوآ و جو اوداگیری ایفای نقش کرده‌اند.